# 효순왕후
효순왕후 조씨(孝純王后 趙氏, 1716년 1월 8일(음력 12월 14일) ~ 1751년 12월 31일(음력 11월 14일))는 영조의 장남이자 추존 왕인 진종(眞宗, 효장세자)의 비이며, 정조의 양어머니이다.
효장세자 사후 현빈(賢嬪)에 봉해졌으며, 사후에 효순현빈(孝純賢嬪)의 시호를 받았다. 조카인 세손 산(정조)이 효장세자의 양자로 입적됨에 따라 승통세자빈이 되었다가, 정조가 즉위하여 효순왕후(孝純王后)로 추존하였으며, 대한제국 때 효순소황후(孝純昭皇后)로 격상되었다.

## 생애

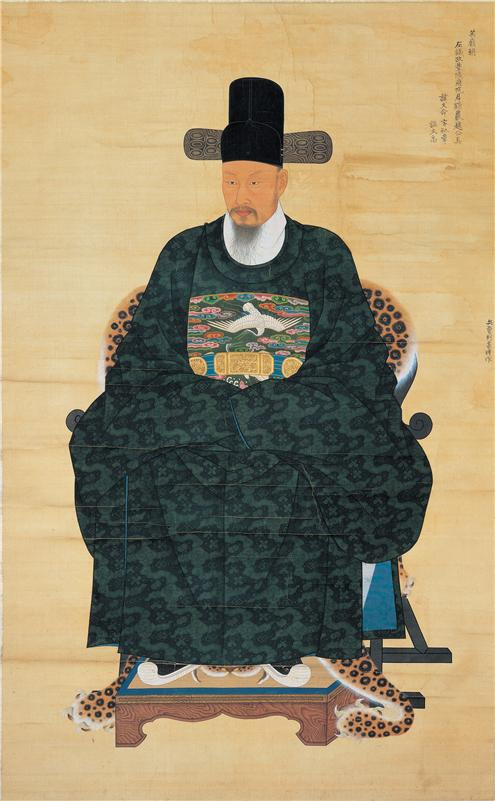
《조문명 초상(趙文命肖像)》
----효순왕후의 아버지인 조문명

1716년(숙종 42년) 1월 8일, 조문명(趙文命)의 딸로 태어났으며, 1727년(영조 3년) 정식 간택을 통해 세자빈으로 간택되어 효장세자와 가례를 올렸다. 그러나 다음해인 1728년(영조 4년) 효장세자가 10세의 어린 나이에 요절하였으므로 후사는 두지 못했다.
1735년(영조 11년), 영조는 사도세자가 태어나자, 세자빈 조씨를 더 이상 빈궁으로 칭할 수 없으므로, 수빈 한씨(粹嬪 韓氏)와 덕빈 윤씨(德嬪 尹氏)의 고사를 따라 세자를 여읜 세자빈에게 빈호를 내려 현빈(賢嬪)으로 봉하였다.
영조는 자녀 중에 딸 화평옹주와 며느리 현빈이 자신의 마음을 잘 헤아려준다며 총애하였다. 영조는 청상과부가 된 현빈을 안타까워하며 아껴주었고, 현빈은 영조가 밤을 좋아하여 밤을 직접 삶아서 올리기도 했다. 영조는 현빈의 행록을 쓰면서 '현빈이 나를 먹이려고 늘 직접 밤을 삶았는데 영원히 졸서(卒逝)하던 날조차 삶아 놓은 밤이 소반에 남아 있었으니, 이는 현빈이 그날도 진상하려 삶아 놓았다가 병이 위독해져 하지 못한 것'이라고 기록하였다.
1751년(영조 27년) 12월 31일, 창덕궁 건극당(建極黨)의 동실인 의춘헌(宜春軒)에서 병사하였다. 개창(옴병)과 토황증의 합병증이었다.
영조가 지은 행록에 의하면 효장세자의 기일(忌日)이 바로 현빈의 시어머니인 정빈 이씨의 기일과 같은 날이라, 효장세자 기일과 정빈 이씨의 기일을 전후해서 매년 소식(素食, 거친밥을 먹음)을 하였는데 그러면 토황(吐黃, 구토와 함께 누렇게 변하는 병)하는 병이 생겼고, 그 토황증이 계속 쌓였었다고 한다.

### 사후
시호는 효순현빈(孝純賢嬪)이며, 1752년(영조 28년)에 효장세자의 묘에 합장되었다.

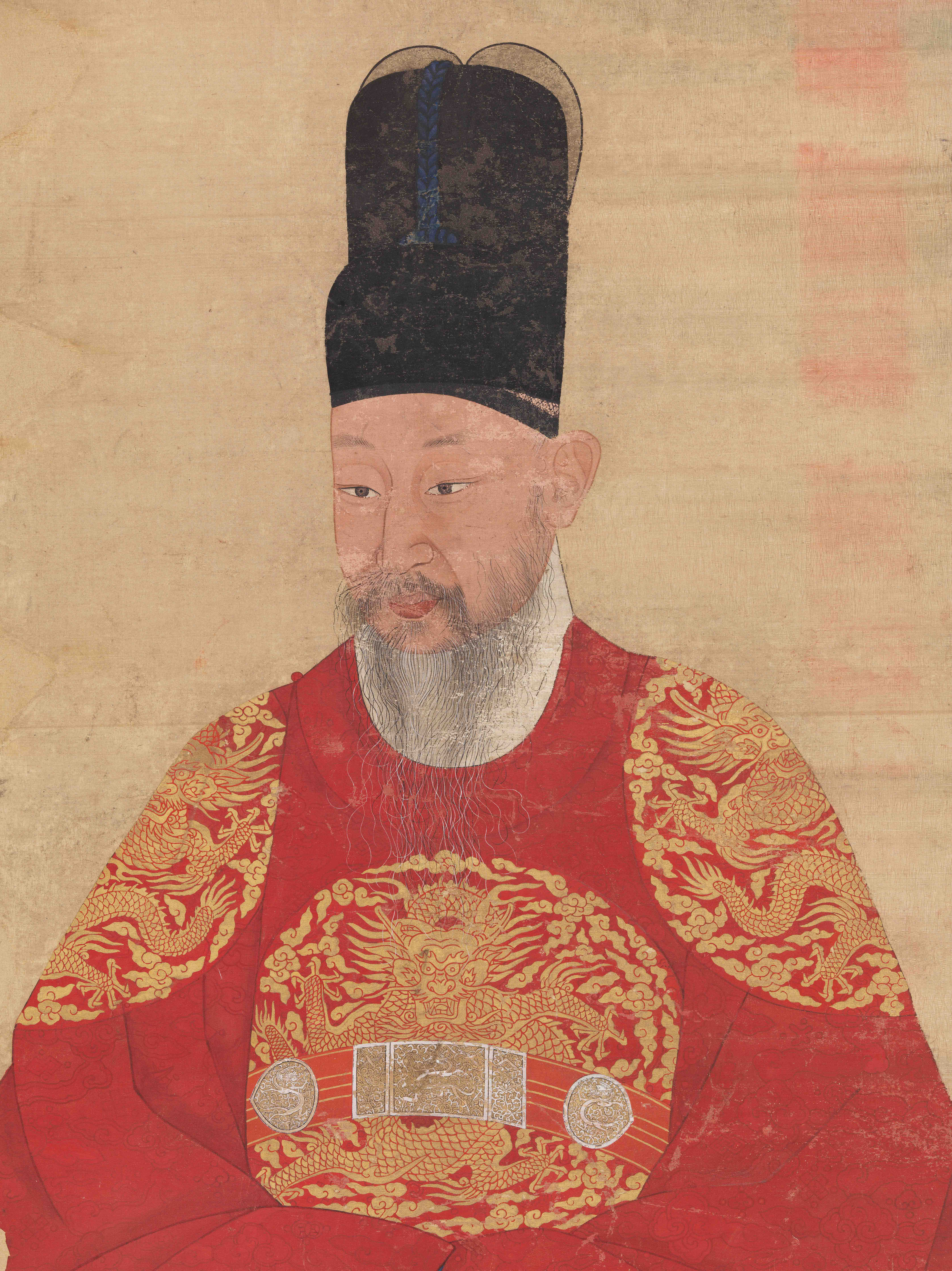
시아버지인 영조

| “ | 내가 마음 아프게 여기고 있는 것은 세상에 누군들 시아버지와 며느리 사이가 없겠는가마는, 나와 빈의 사이 같은 경우는 있지 않았기 때문이다. 시아버지와 며느리가 서로 마음을 알아주면서 지낸 지가 이제 25년이나 되었는데 또 마음을 알아주는 효부(孝婦)를 영결(永訣)하였으니, 이 뒤로는 추모하는 회포와 슬퍼하는 마음을 다시 누구에게 말하면서 풀 수 있겠는가? (중략) 무신년(1728년)에 눈물이 뒤범벅되어 효장세자의 행록을 지었는데, 이제 이 효부의 행록을 또다시 눈물에 젖어 쓰는구나. 멀리 푸른 하늘을 바라보니, 다만 스스로 억장이 무너질 뿐이다. (중략) 내가 이제 노쇠한 나이에 전후 아들과 며느리의 행록을 지었으니, 그 점에 대해서는 유감이 없다고 하겠으나 옛 슬픔과 지금의 슬픔으로 아픈 마음을 어떻게 비유하여 말할 수 있겠는가? 눈물을 흘리고 오열하면서 쓰노라니, 밤은 어찌 그다지도 깊단 말인가? 이에 돌에 새겨 영구히 보관하여 먼 후세에 전하게 하노라. | ” |
|   | — 《효순현빈묘지명(孝純賢嬪墓誌銘)》, 영조 지음 |   |

1764년(영조 40년) 영조가 정조를 사도세자가 아닌 효장세자의 양자로 삼아 대통을 잇게 함에 따라 1776년(영조 52) 1월 27일 영조의 특명으로 승통세자빈의 호를 얻었으며, 효순승통세자빈(孝純承統世子嬪)이 되었다. 1776년 양자인 정조가 즉위하여 효장세자를 진종(眞宗)으로 추존하면서 현빈 또한 효순왕후(孝純王后)로 추존되었다. 묘소는 영릉(永陵)으로 격상되었으며 파주 삼릉 중 하나이다.
1908년(융희 2년) 대한제국 순종 때 소황후(昭皇后)의 시호를 받고 효순소황후(孝純昭皇后)로 추존되었다.

## 가족 관계
| - 조부 : 풍흥부원군(豊興府院君) 조인수(趙仁壽, 1648 ~ 1692) - 조모 : 광산 김씨(光山 金氏, 1649 ~ 1722) - 아버지 : 풍릉부원군(豊陵府院君) 조문명(趙文命, 1680 ~ 1732) - 전어머니 : 화원부부인 안동 김씨(花原府夫人 安東 金氏, 1681 ~ 1710) - 오빠 : 조재호(趙載浩, 1702 ~ 1762) - 올케 : 원주 원씨(原州 元氏) - 원명구(元命龜)의 딸 - 오빠 : 조재연(趙載淵, 1709 ~ 1750) = 조재혼(趙載混) - 올케 : 창녕 성씨(昌寧 成氏) - 성덕장(成德章)의 딸 - 외조부 : 이상백(李相伯, 1648 ~ 1721) - 양녕대군의 후손 - 외조모 : 고령 신씨(高靈 申氏) - 신필한(申弼漢)의 딸 - 어머니 : 완흥부부인 전주 이씨(完興府夫人 全州 李氏, ? ~ 1734) - 오빠 : 조재홍(趙載洪, 1713 ~ 1758) - 올케 : 덕수 이씨(德水 李氏) - 이희담(李喜聃)의 딸 - 남동생 : 조재부(趙載溥, 1720 ~ 1776) = 조시부(趙時溥) - 올케 : 창녕 조씨(昌寧 曺氏) - 조명교(曺命敎)의 딸 - 여동생 : 조씨(趙氏) | - 시아버지 : 영조(英祖, 1694 ~ 1776) - 시어머니 : 정빈 이씨(靖嬪 李氏, 1694 ~ 1721) - 남편 : 추존 진종(眞宗, 1719 ~ 1728) - 양자 : 정조(正祖, 1752 ~ 1800) - 며느리 : 효의왕후 김씨(孝懿王后 金氏, 1753 ~ 1821) |

## 효순왕후가 등장하는 작품

### 드라마
- MBC 1998년 《대왕의 길》 (배우 : 박정숙)